# سیارک ۹۲۵۰
سیارک ۹۲۵۰ (به انگلیسی: 9250 Chamberlin، نامگذاری:4643P-L) نه هزار و دویست و پنجاهمین سیارک کشف شده‌است که در ۲۴ سپتامبر ۱۹۶۰ کشف شد.
قدر مطلق سیارک برابر ۱۳٫۲۰ است.